# Фелипе Просперо
Фели́пе Про́сперо (исп. Felipe Próspero; 20 ноября 1657, Мадрид — 1 ноября 1661, Мадрид) — принц Астурийский из испанской ветви дома Габсбургов, был первым сыном от брака Филиппа IV и его второй жены Марианны.

## Биография
Рождение принца было встречено с большой радостью, поскольку после смерти Бальтазара Карлоса в 1646 году у испанского королевского дома не было наследника престола. Единственная дочь Филиппа IV Маргарита Тереза считалась предполагаемой кандидаткой. В начале 1657 года астрологи заверили Филиппа, что у него должен родиться ещё один ребёнок, и это будет мальчик.
28 ноября 1657 года в 11:30 утра королева Марианна родила сына. Вскоре она впала в родильную горячку, но никто не придал этому значения, радуясь рождению принца. Его назвали Фелипе (Филипп) в честь отца и Просперо («процветание»), как символ надежды для семьи и страны. 13 декабря состоялось крещение архиепископом Толедо в воде, привезённой паломниками из Иордана.
Веласкес написал портрет инфанта Фелипе Просперо, когда тому было 2 года. Бледное лицо и безвольная рука, положенная на спинку кресла, подчёркивают слабое физическое состояние принца. На груди изображён амулет, который всегда был при ребёнке. Мальчик страдал эпилепсией и был болезненным ребёнком со слабым иммунитетом из-за близкородственных браков предков. 1 ноября 1661 года принц скончался после очередного эпилептического припадка. Спустя пять дней родился Карл, будущий последний король Испании из династии Габсбургов.
Король Филипп IV косвенно считал себя виновным в смерти сына, думая, что чем-то разгневал бога.